# Гарлбарт Філд
Авіаба́за Гарлбарт Філд (англ. Hurlburt Field) (ICAO: KHRT) — діюча військова база з інфраструктурою базування військової авіації США, розташована західніше міста Мері-Естер, в окрузі Окалуса (Флорида).

## Призначення
База повітряних сил США Гарлбарт Філд входить до комплексу авіабази Еглін, на ній дислокується Командування спеціальних операцій Повітряних сил США разом з великою часткою своїх компонентів: два авіакрила сил спеціальних операцій ВПС: 1-ше й 24-те, 361-ша авіагрупа розвідки та спостереження; штаб й Школа спецоперацій ВПС Центру підготовки спецоперацій ВПС, а також 505-те авіакрило управління військами Бойового командування ВПС.
Авіабаза отримала свою назву на честь першого лейтенанта Дональда Вілсона Гарлбарта, що загинув в авіакатастрофі на базі Еглін. Інсталяція займає приблизно 6 700 акрів (27 км²) території, на ній працює близько 8 000 чоловік персоналу.
База має одну бетонну злітно-посадкову смугу (18/36) з розмірами 2 926×46 м.